# 勝田台駅
勝田台駅（かつただいえき）は、千葉県八千代市にある、京成電鉄本線の駅である。駅番号はKS31。
本項では、ほぼ同位置に所在する東葉高速鉄道東葉高速線の東葉勝田台駅（とうようかつただいえき、駅番号はTR09）についても述べる。
両駅は地下通路を介して接続しており、連絡運輸を行っている。正式な所在地は京成電鉄が勝田台一丁目、東葉高速鉄道が勝田台北三丁目となっているが、敷地の一部は佐倉市にも跨っている。

## 歴史

### 京成電鉄
- 1967年（昭和42年）8月17日 - 京成大和田駅‐志津駅間に 勝田台駅の新設を申請[1]。
- 1968年（昭和43年）5月1日 - 開業[2]。
- 1970年（昭和45年）9月16日 - 区画整理により、旧住所「勝田867番地74号」から上記の住所に変更。
- 1973年（昭和48年）6月16日 - 通勤特急停車駅となる（同列車は1974年12月16日より特急に統合後、現在は再設定）。
- 1991年（平成3年）10月 - 京成、八千代市、東葉高速鉄道の三者による「勝田台駅における連絡設備及び南北自由通路に関する覚書」を締結する。
- 1992年（平成4年）12月 - 八千代市から「複合空間整備事業の導入に関する覚書」の申し入れ（全国最初の複合空間整備事業）。
- 1997年（平成9年）3月30日 - 駅改札が地下化され、東葉勝田台駅と地下通路で接続[3][4]。
- 2011年（平成23年）3月19日 - コンコースと1番線・2番線ホーム間、北口（A3出口）横の公道とコンコース間のエレベーターが使用を開始[5]。
- 2014年（平成26年）3月18日 - 駅構内売店｢MiNiSHOP｣がファミリーマートに転換[6]。
- 2023年（令和5年）7月11日 - 南口リブレ京成側地下出入口がエレベーター新設工事のため閉鎖[7]。
- 2024年（令和6年）6月28日：東葉高速により南口地上へのエレベーター、エスカレーターが完成[8]

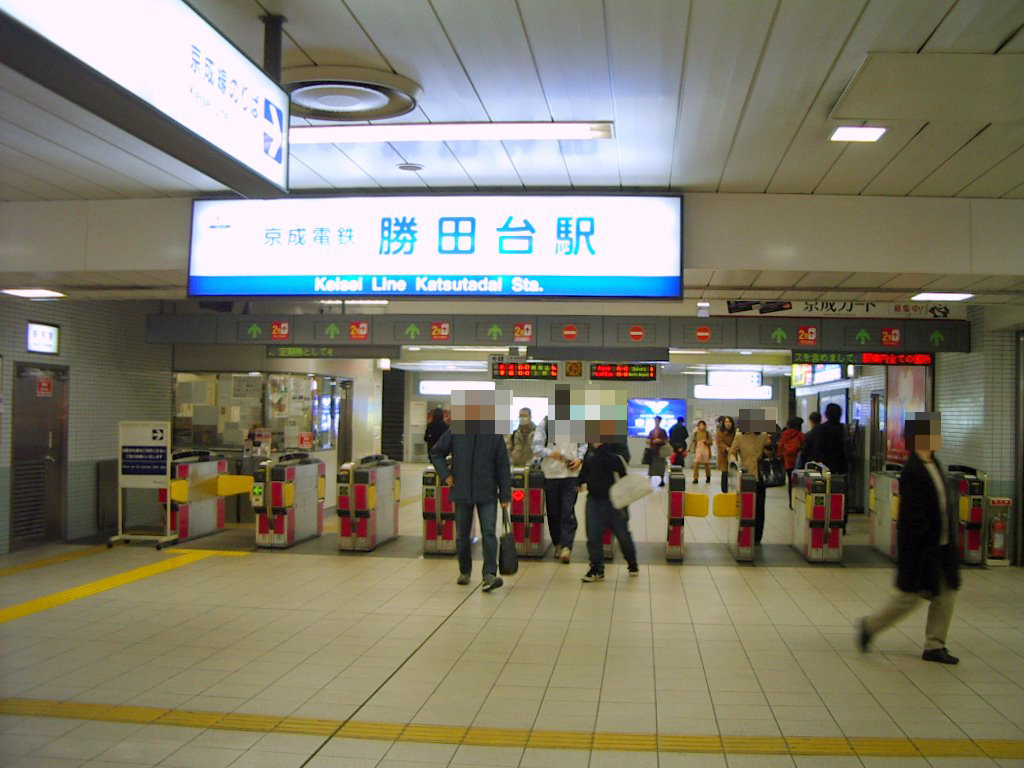
駅名看板変更前の改札口（2007年2月）

### 東葉高速鉄道
- 1995年（平成7年）8月17日：駅名が決定[9]。
- 1996年（平成8年）4月27日：開業[10]。
- 1997年（平成9年）3月30日：京成勝田台駅と地下通路で接続[3]。
- 2008年（平成20年）
  - 10月下旬：PASMO・Suica専用改札機導入。
  - 11月上旬：下りエスカレーターの設置工事が開始される。
- 2009年（平成21年）3月24日：下りエスカレーターの設置が完了。
- 2010年（平成22年）
  - 4月5日：ホームと改札口とを結ぶエレベーターの設置工事が開始される。
  - 8月14日：エレベーターの使用を開始[11]。
- 2022年（令和4年）4月15日：定期券うりばが営業を終了[12]。
- 2024年（令和6年）6月28日：南口地上へのエレベーター、エスカレーターが完成[13]。

## 駅構造

### 京成電鉄（勝田台駅）
相対式ホーム2面2線を有する地上駅。駅長配置駅であり、勝田台管区として京成大和田駅、志津駅、ユーカリが丘駅を管理下に置く。かつては橋上駅舎を有していたが、東葉勝田台駅開業後に地下化された。開業初期には橋上駅舎が未完成で、1番線ホーム西側に仮の改札口があった。当時は千葉県立八千代高等学校の生徒の利用が主体だったとされる。
コンコースおよび改札口は地下にある。なお、地下コンコースにある改札口とは別に、「南改札口」として、南口駅前ロータリーと1番線ホームを直結する改札口がある（6時から21時まで利用可能）。南口利用者が1番線ホームに向かうには便利であるが、2番線ホームに向かうには、一旦地下コンコースに降りなければならない。南改札口には駅員が常駐しているが、駅ホームに上がるには階段のみとなる。
改札内にはエスカレーターが設置されており、2011年3月にエレベーターが新設された。その後順次北口、南口への改札外へもエレベーター・エスカレーターが設置された。なお、北口のエレベータも2番線ホームの一部を撤去して設置したとされる。LED式発車標がコンコースとホーム階段付近にそれぞれ2台ずつ設置されている。発車標は、3色LEDを使用していたが、2019年にフルカラーLED式に交換され、駅案内放送も成田スカイアクセスの駅と同じ内容になった。
改札外には定期券売り場があり（2022年までは東葉高速鉄道の定期券売り場も存在した）、他にも京成トラベル勝田台営業所、東洋バスの定期券売り場やコンビニエンスストアなどの店舗が存在する。

#### のりば

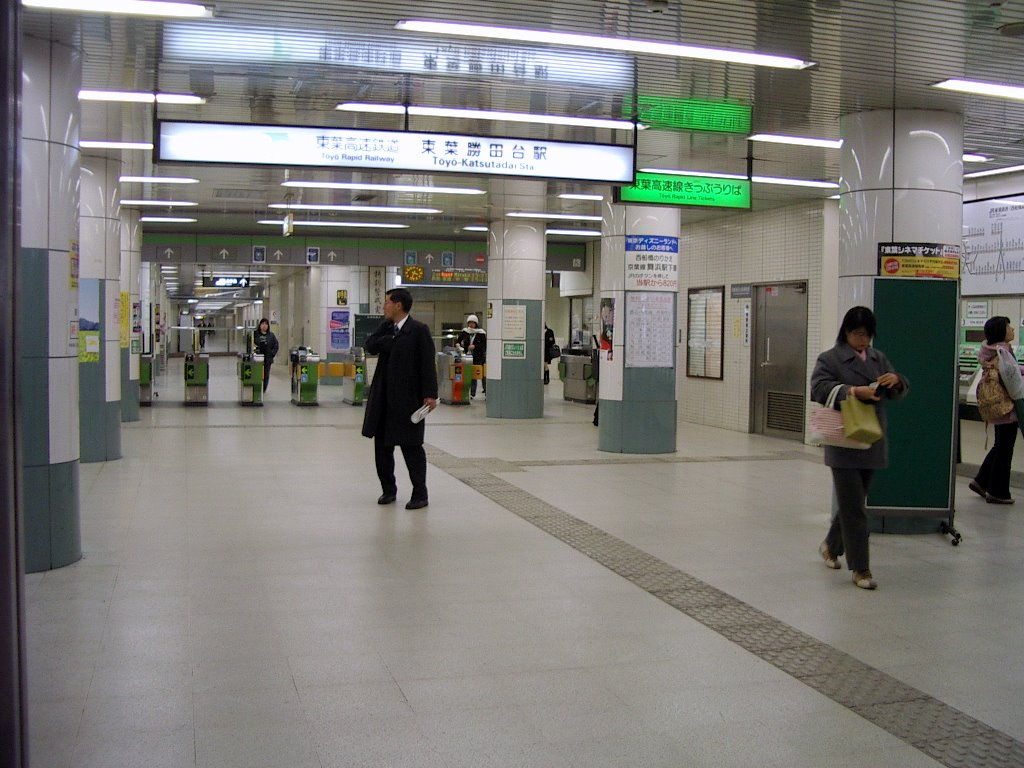
南改札口（2007年2月）
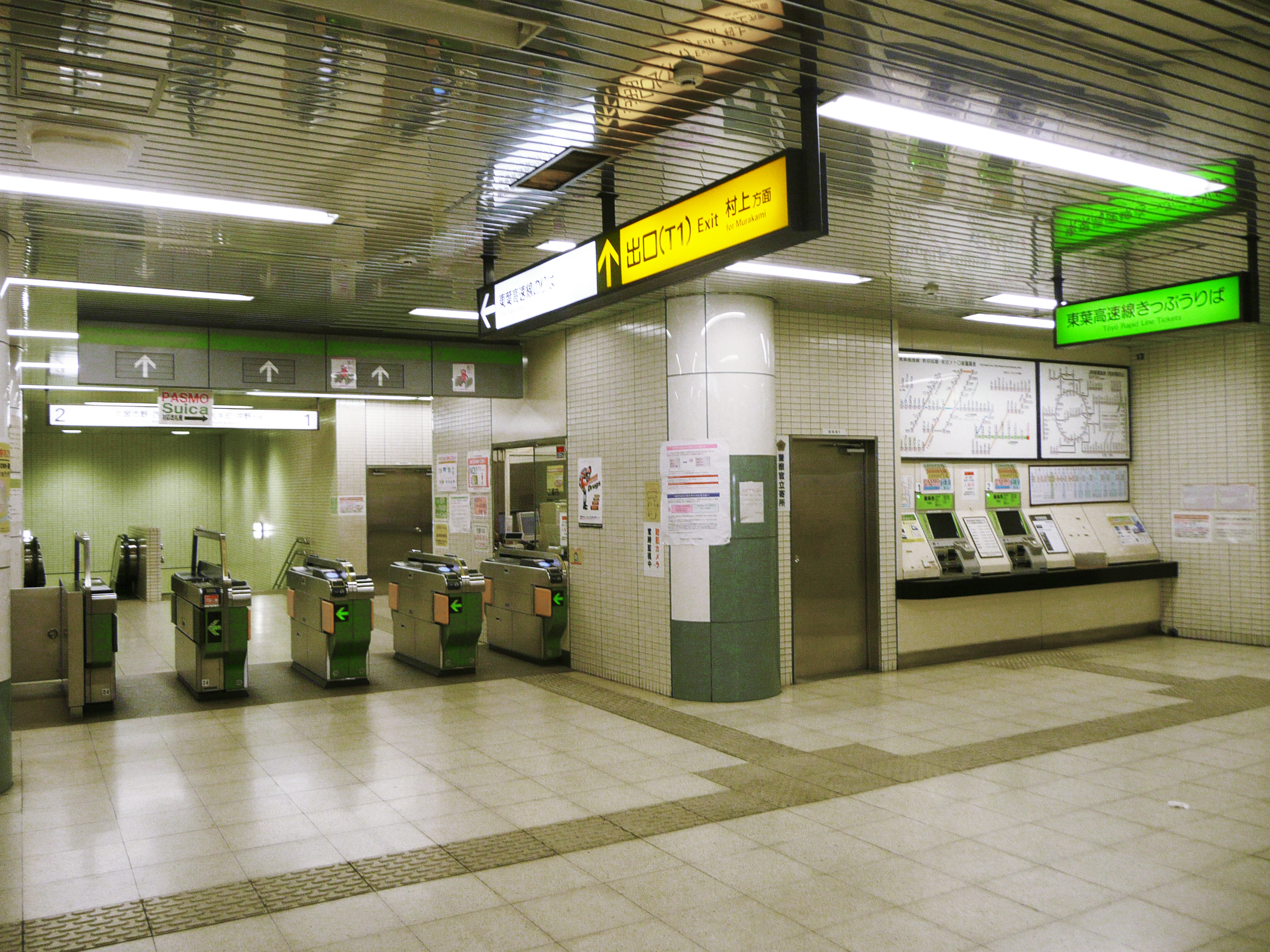
北改札口（2008年7月）
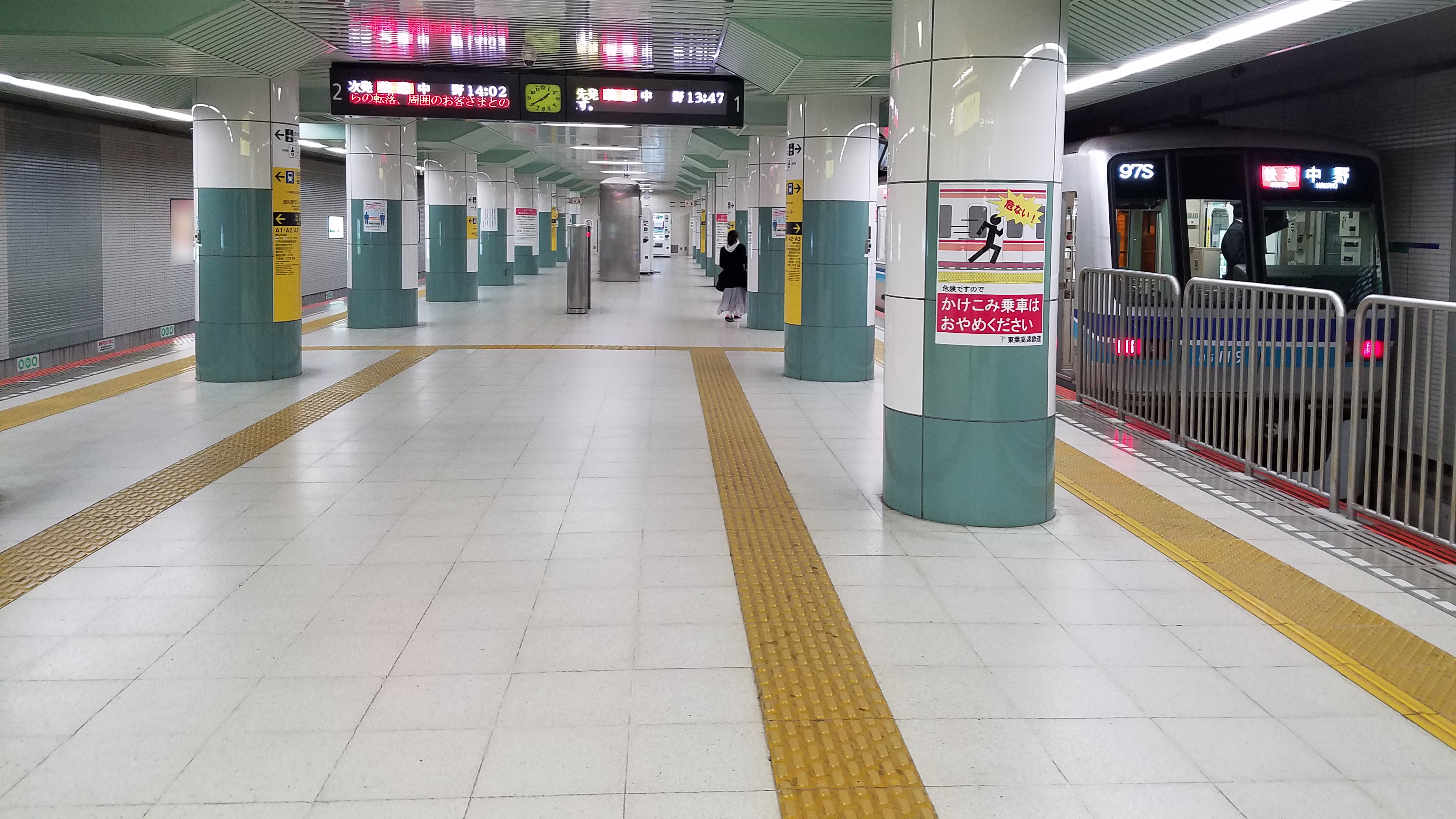
駅ホーム（2021年4月）

| 番線 | 路線     | 方向 | 行先                                              |
| ---- | -------- | ---- | ------------------------------------------------- |
| 1    | 京成本線 | 上り | 京成船橋・日暮里・京成上野・押上・ 都営浅草線方面 |
| 2    | 京成本線 | 下り | 京成佐倉・京成成田・ 成田空港方面                 |

- 上表の路線名は成田空港線開業後の旅客案内の名称に基づいている。

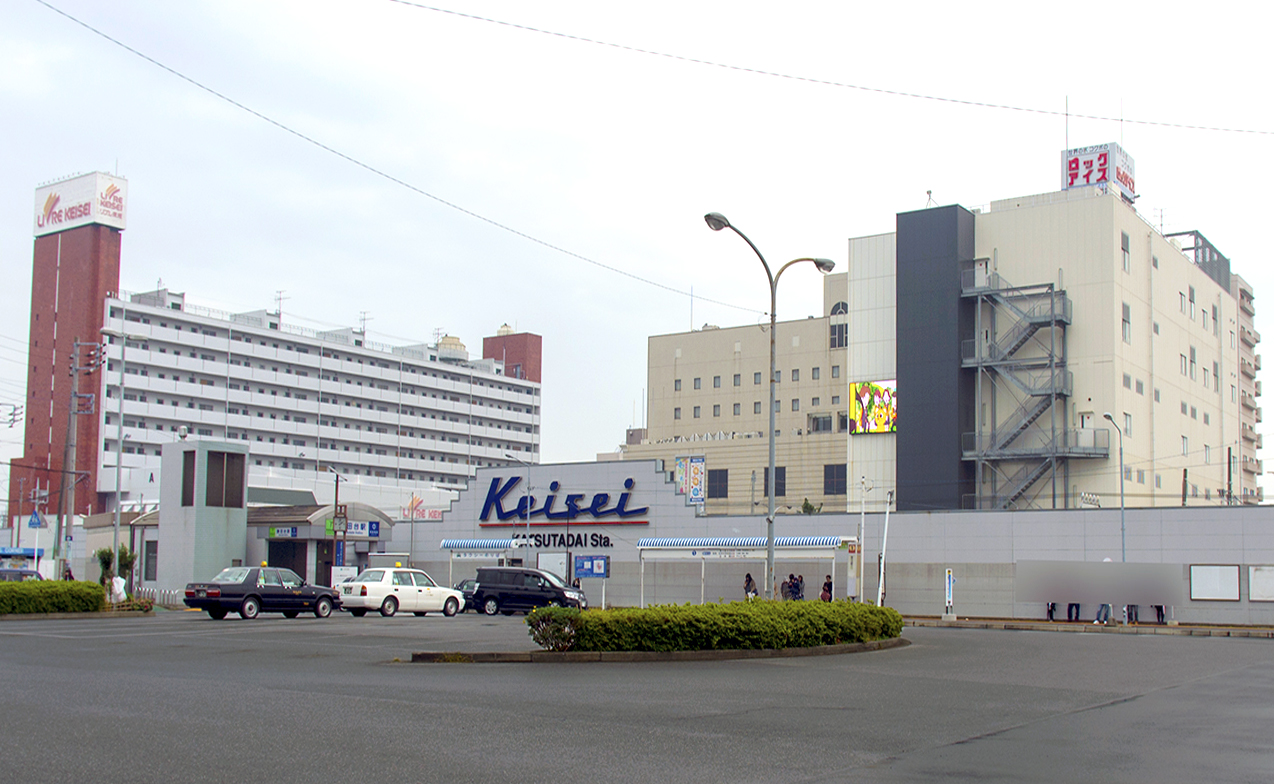
北口（2012年10月）
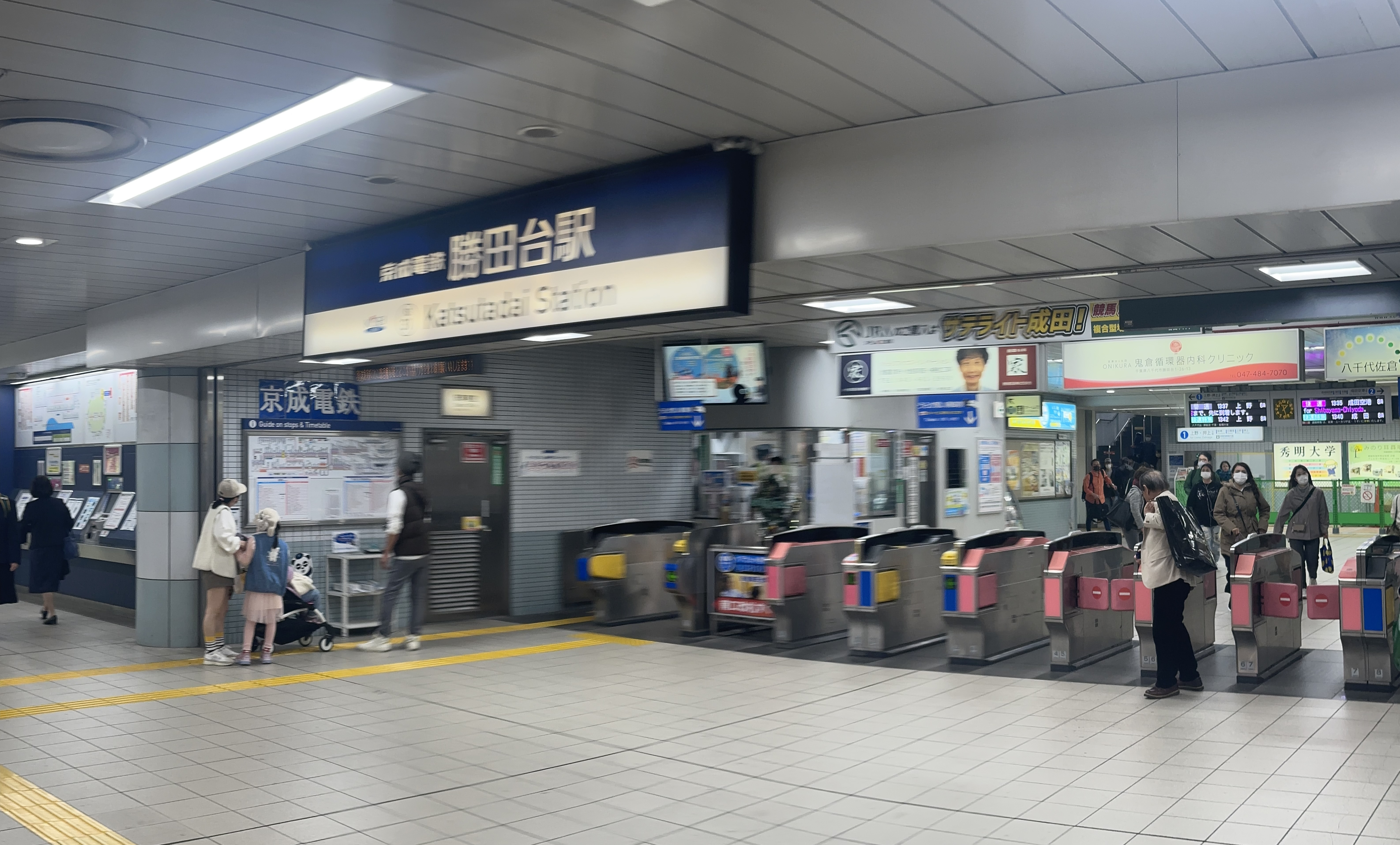
改札口（2023年11月）
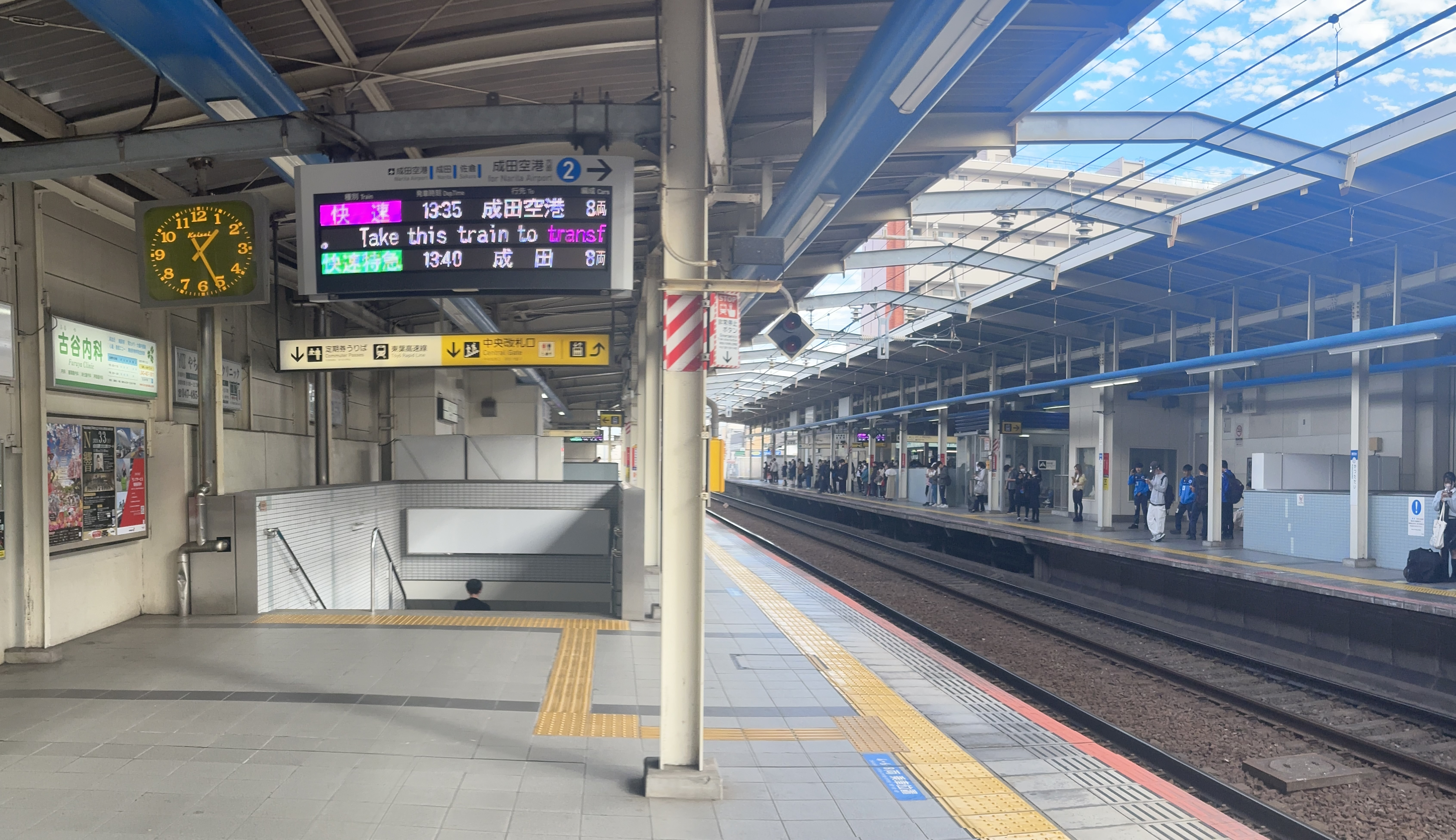
駅ホーム（2023年11月）
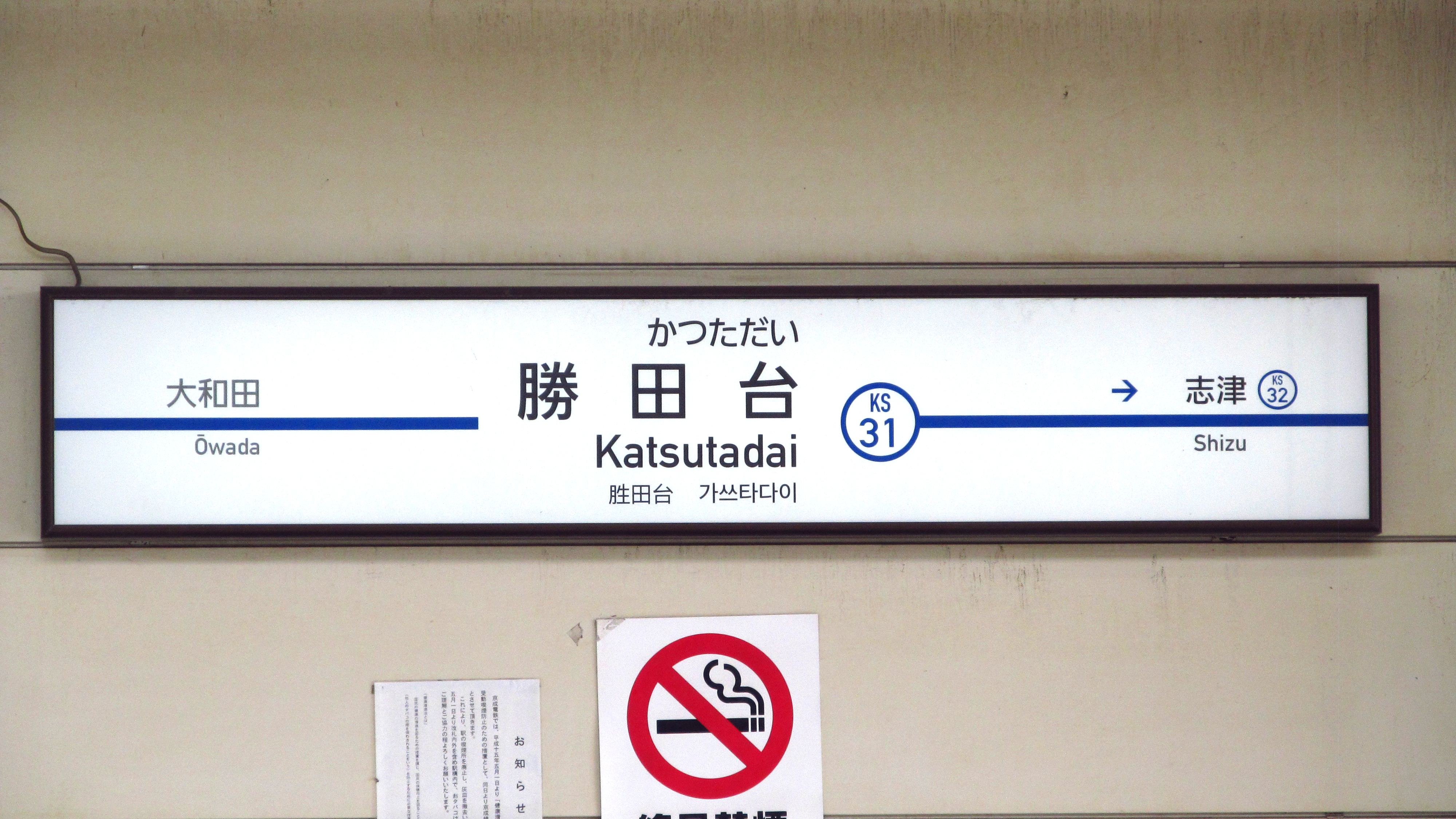
駅名標（2020年7月）
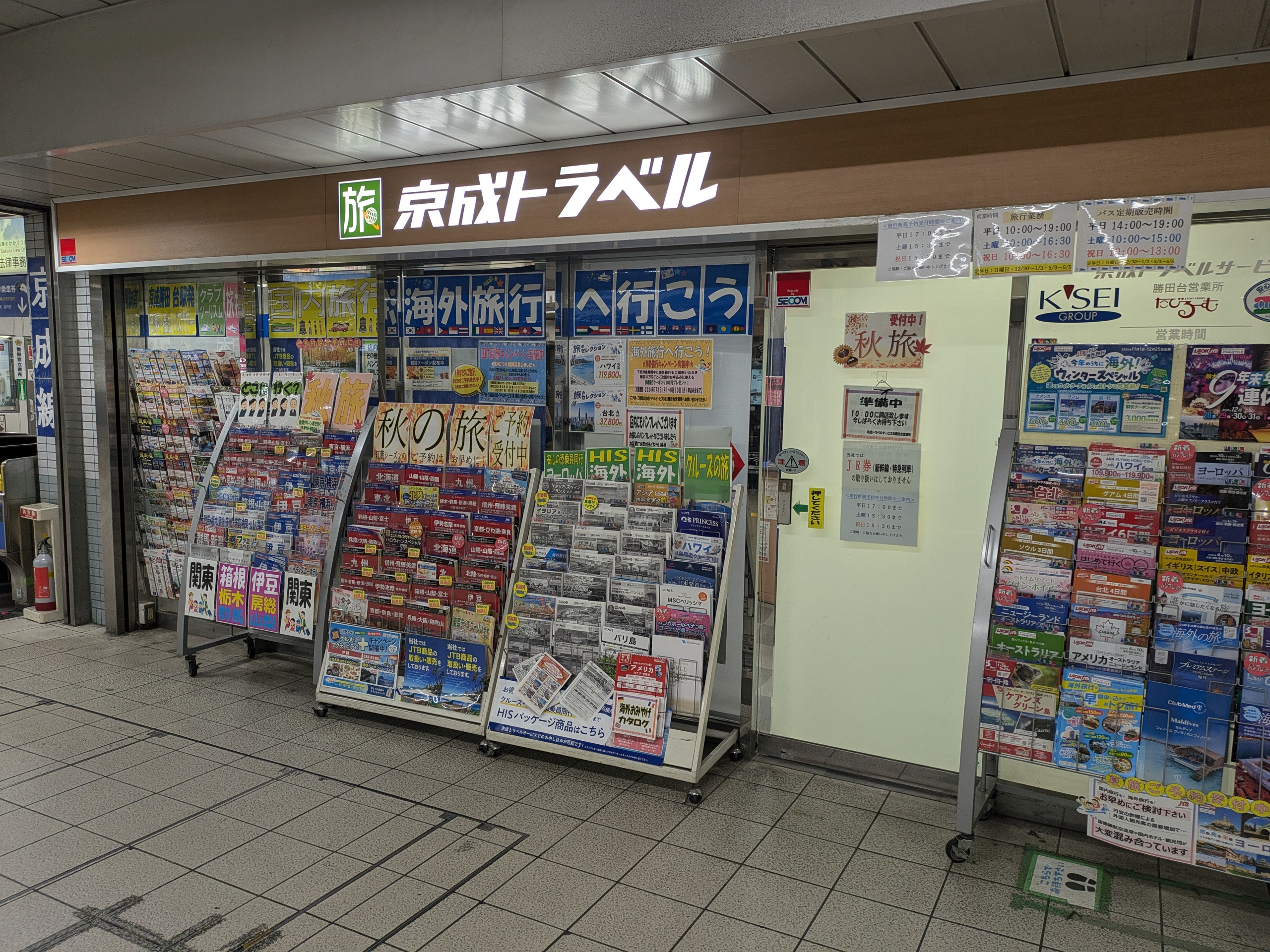
京成トラベル勝田台営業所（2024年9月）

### 東葉高速鉄道（東葉勝田台駅）

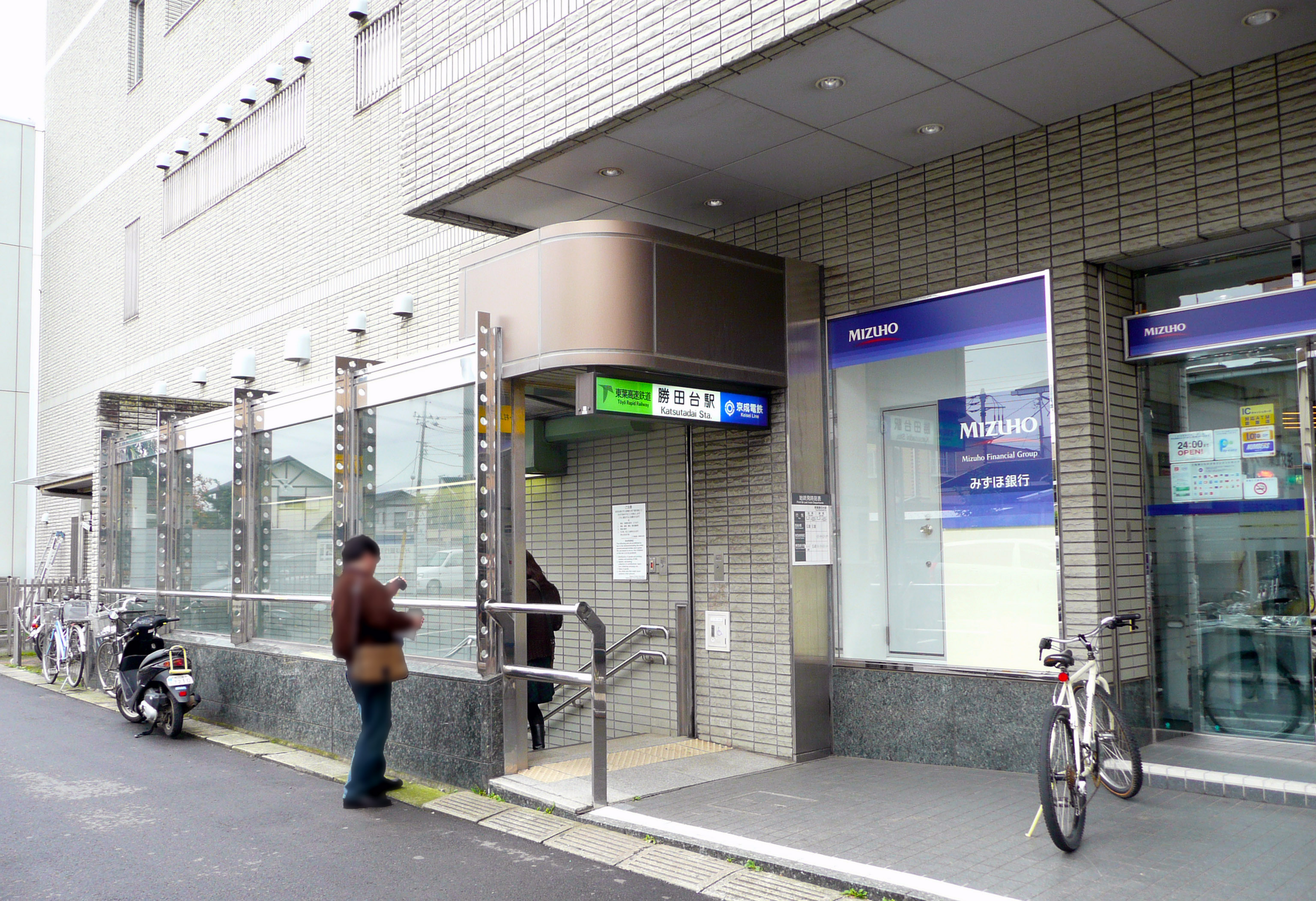
T2出入口（2007年11月）

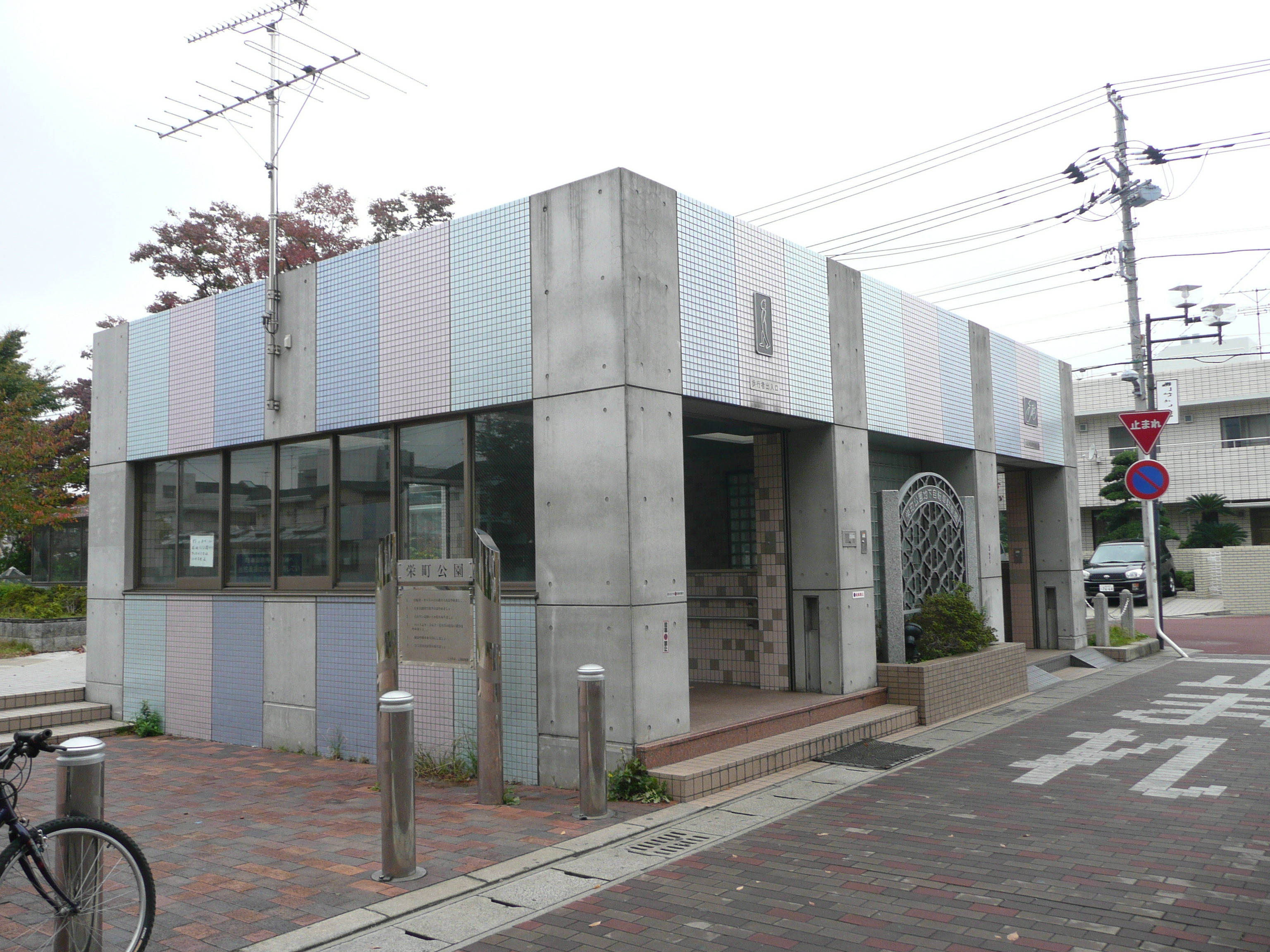
T3出入口（2007年11月）

島式ホーム1面2線の地下駅。1997年（平成9年）3月30日に京成勝田台駅に地下通路で接続した。駅のデザインは、「商店街の賑わい」「緑の街」「花鳥風月」を題材とし、コンコースの壁に大きなウェーブを、柱の一部には緑を、ホームの対向壁には花・鳥等を配している。
かつて改札外に定期券うりばが存在し京成電鉄と共用であったが、2022年4月15日をもって営業を終了した。閉鎖後も春の繁忙期に臨時に営業した実績がある。なお、京成電鉄の定期券うりばは営業を引き続き継続している。
改札口は2箇所あり、京成線勝田台駅に近い南改札口が目立っていて利用客も多い。南改札口階段最寄の号車は1号車・3号車であり、下り電車では村上駅発車後先頭方に客が集中する。T2出入口は南改札口、T1・T3出入口は北改札口が最寄となる。
南改札口では2008年（平成20年）10月にPASMO・Suica専用改札機が導入され、正面の改札が全てICカード対応となった。一方正面とは直角に4基の旧式改札が設置されていたが、2009年（平成21年）中に改札が撤去され柵となった。北改札にはPASMO・Suica専用改札機はないが3基全てがICカード対応である。元々は4基設置されていたが最終的に端の1基が撤去された。
バリアフリー化推進のため、1号車端の階段に下りエスカレーターを設置し、2009年（平成21年）3月24日から供用が開始された。また2009年度中にエレベーターを設置する予定だったが、設置スペースの確保に難航したため当初より遅れて
2010年（平成22年）4月5日、3号車付近の中央階段を閉鎖してエレベーター設置工事を開始し、8月14日始発より供用開始した。設置スペースは結果的に中央階段の左側を削り、階段とエレベーターの一体型とすることとなった。
北口地上へは2011年（平成23年）3月19日に、京成によってエレベーター・エスカレーターが供用されていたが、南口地上へは東葉高速によって、2024年（令和6年）6月28日にエレベーター・エスカレーターが供用開始となった。
駅構内には、東洋バスの案内所（定期券売り場）のほか、京成の改札口周辺に京成トラベルやコンビニエンスストアなどの店舗が存在する。
仮の駅名は「勝田台」だった。京成線の駅舎が改築されるまでの約1年間、東葉高速線は現在のA3出入口近くに独立した駅出入口を有し、階段は京成線の線路に対して直角に近い形となっていた。京成線のコンコースが地下化された後に撤去されたが、京成線側の改札口付近には通路跡に設置された不自然な配置の壁が、現在もその面影を見ることができる。

#### 勝田台トンネル
トンネル坑口付近（西船橋寄り）と当駅部を含む終端寄りは開削工法によって建設したが、中間部（延長153 m）はNATM工法で建設した。NATM工法には、日本国内で初めてプレイライニング工法を採用した。

#### のりば
| 番線 | 路線       | 行先                   |
| ---- | ---------- | ---------------------- |
| 1・2 | 東葉高速線 | 村上・西船橋・中野方面 |

- 南改札口（2007年2月）
- 北改札口（2008年7月）
- 駅ホーム（2021年4月）

## 利用状況
- 京成電鉄 - 2024年度の1日平均乗降人員は48,485人である[京成 1]。駅付近の八千代市民のみならず、佐倉市の西志津・井野地域の住民と千葉市花見川区民の一部も当駅を利用する。

- 東葉高速鉄道 - 2022年度の一日平均乗車人員は13,242人である[* 1]。

近年の1日平均乗降・乗車人員推移は下表の通りである。
京成電鉄
| 年度               | 1日平均 乗降人員 | 1日平均 乗車人員 | 出典       |
| ------------------ | ---------------- | ---------------- | ---------- |
| 1975年（昭和50年） |                  | 17,135           | [ * 2 ]    |
| 1976年（昭和51年） |                  | 17,928           | [ * 3 ]    |
| 1977年（昭和52年） |                  | 19,742           | [ * 4 ]    |
| 1978年（昭和53年） |                  | 21,469           | [ * 5 ]    |
| 1979年（昭和54年） |                  | 22,731           | [ * 6 ]    |
| 1980年（昭和55年） |                  | 23,930           | [ * 7 ]    |
| 1981年（昭和56年） |                  | 24,594           | [ * 8 ]    |
| 1982年（昭和57年） |                  | 24,919           | [ * 9 ]    |
| 1983年（昭和58年） |                  | 25,298           | [ * 10 ]   |
| 1984年（昭和59年） |                  | 25,522           | [ * 11 ]   |
| 1985年（昭和60年） |                  | 26,073           | [ * 12 ]   |
| 1986年（昭和61年） |                  | 26,685           | [ * 13 ]   |
| 1987年（昭和62年） |                  | 27,253           | [ * 14 ]   |
| 1988年（昭和63年） |                  | 28,972           | [ * 15 ]   |
| 1989年（平成元年） |                  | 29,636           | [ * 16 ]   |
| 1990年（平成02年） |                  | 30,385           | [ * 17 ]   |
| 1991年（平成03年） |                  | 30,580           | [ * 18 ]   |
| 1992年（平成04年） |                  | 30,506           | [ * 19 ]   |
| 1993年（平成05年） |                  | 30,783           | [ * 20 ]   |
| 1994年（平成06年） |                  | 30,865           | [ * 21 ]   |
| 1995年（平成07年） |                  | 30,325           | [ * 22 ]   |
| 1996年（平成08年） | 57,901           | 28,979           | [ * 23 ]   |
| 1997年（平成09年） | 55,431           | 27,724           | [ * 24 ]   |
| 1998年（平成10年） | 55,343           | 27,744           | [ * 25 ]   |
| 1999年（平成11年） | 54,410           | 27,280           | [ * 26 ]   |
| 2000年（平成12年） | 53,924           | 27,048           | [ * 27 ]   |
| 2001年（平成13年） | 53,255           | 26,637           | [ * 28 ]   |
| 2002年（平成14年） | 52,752           | 26,411           | [ * 29 ]   |
| 2003年（平成15年） | 52,306           | 26,075           | [ * 30 ]   |
| 2004年（平成16年） | 52,410           | 25,929           | [ * 31 ]   |
| 2005年（平成17年） | 51,997           | 25,811           | [ * 32 ]   |
| 2006年（平成18年） | 52,327           | 25,931           | [ * 33 ]   |
| 2007年（平成19年） | 52,708           | 26,108           | [ * 34 ]   |
| 2008年（平成20年） | 52,903           | 26,195           | [ * 35 ]   |
| 2009年（平成21年） | 52,004           | 25,767           | [ * 36 ]   |
| 2010年（平成22年） | 52,094           | 25,812           | [ * 37 ]   |
| 2011年（平成23年） | 51,793           | 25,645           | [ * 38 ]   |
| 2012年（平成24年） | 52,839           | 26,136           | [ * 39 ]   |
| 2013年（平成25年） | 54,103           | 26,760           | [ * 40 ]   |
| 2014年（平成26年） | 53,652           | 26,528           | [ * 41 ]   |
| 2015年（平成27年） | 54,748           |                  |            |
| 2016年（平成28年） | 54,396           |                  |            |
| 2017年（平成29年） | 53,800           |                  |            |
| 2018年（平成30年） | 54,008           |                  |            |
| 2019年（令和元年） | 52,882           | 26,149           | [ 京成 2 ] |
| 2020年（令和02年） | 39,361           | 19,484           | [ 京成 3 ] |
| 2021年（令和03年） | 42,061           | 20,847           | [ 京成 4 ] |
| 2022年（令和04年） | 45,600           | 22,551           | [ 京成 5 ] |
| 2023年（令和05年） | 47,512           | 23,469           | [ 京成 6 ] |
| 2024年（令和06年） | 48,485           | 23,943           | [ 京成 1 ] |

東葉高速鉄道
近年の1日平均乗車人員推移は下表の通りである。
| 年度               | 1日平均 乗車人員 | 1日平均 乗降人員 |
| ------------------ | ---------------- | ---------------- |
| 1996年（平成08年） | 10,321           |                  |
| 1997年（平成09年） | 13,031           |                  |
| 1998年（平成10年） | 13,914           |                  |
| 1999年（平成11年） | 14,301           |                  |
| 2000年（平成12年） | 15,330           | 29,436           |
| 2001年（平成13年） | 15,861           | 30,568           |
| 2002年（平成14年） | 16,152           | 31,282           |
| 2003年（平成15年） | 15,735           | 30,621           |
| 2004年（平成16年） | 15,425           | 30,069           |
| 2005年（平成17年） | 15,503           | 30,334           |
| 2006年（平成18年） | 15,708           | 30,814           |
| 2007年（平成19年） | 16,355           | 32,299           |
| 2008年（平成20年） | 16,206           | 32,062           |
| 2009年（平成21年） | 15,622           | 30,965           |
| 2010年（平成22年） | 15,591           | 30,876           |
| 2011年（平成23年） | 15,384           | 30,441           |
| 2012年（平成24年） | 15,379           | 30,411           |
| 2013年（平成25年） | 15,613           | 30,865           |
| 2014年（平成26年） | 15,446           | 30,357           |
| 2015年（平成27年） | 15,704           | 30,899           |
| 2016年（平成28年） | 15,706           | 30,924           |
| 2017年（平成29年） | 15,933           | 31,391           |
| 2018年（平成30年） | 16,208           | 31,927           |
| 2019年（令和元年） | 16,202           | 31,911           |
| 2020年（令和02年） | 11,986           | 23,670           |
| 2021年（令和03年） | 12.079           | 23,797           |
| 2022年（令和04年） | 13,242           | 26,052           |
| 2023年（令和05年） |                  | 27,439           |

## 駅周辺
駅東側には八千代市と佐倉市の市境が存在する。駅西側には国道16号、駅北側には国道296号が通る。また、北口（A3出入口）より1.2キロメートルの位置に東葉高速鉄道東葉高速線の村上駅がある。京成電鉄管轄の出入口（南口A1・A2、北口A3）の他、東葉高速鉄道管轄の出入口（T1・T2・T3出入口）があり、合計6つ出入口がある。国道296号線に最も近いT2出口以外はいずれも村上駅方面にあるため、京成線コンコースとは離れている。
周辺は昭和後期頃に開発が行われた住宅街である。駅開設当時は周辺に何もない駅であったが、その後駅を中心として中規模のマンション・アパートや戸建住宅が密集し、東葉高速鉄道線開業後は少し離れた地区にも大規模マンションが建設されている。一方で駅周辺の商業は、村上駅前のフルルガーデン八千代をはじめとする大型商業施設（ロードサイド店舗など）に客が集中しているため、駅周辺の商業活性化が求められている。

### A出入口
A1出入口
- 八千代警察署 勝田台交番
- 八千代市消防本部 東消防署勝田台分署
- 八千代市勝田台文化プラザ
  - 八千代市役所 勝田台支所
  - 八千代市立勝田台図書館
  - 八千代市立勝田台文化センター
- 佐倉市立西志津中学校
- 八千代市立勝田台小学校
- 八千代市立勝田台南小学校
- 八千代勝田台郵便局
- 八千代勝田台南郵便局
- みずほ銀行 勝田台駅南口出張所
- 千葉銀行 勝田台支店
- JA八千代市 勝田台支店
- リブレ京成 勝田台店

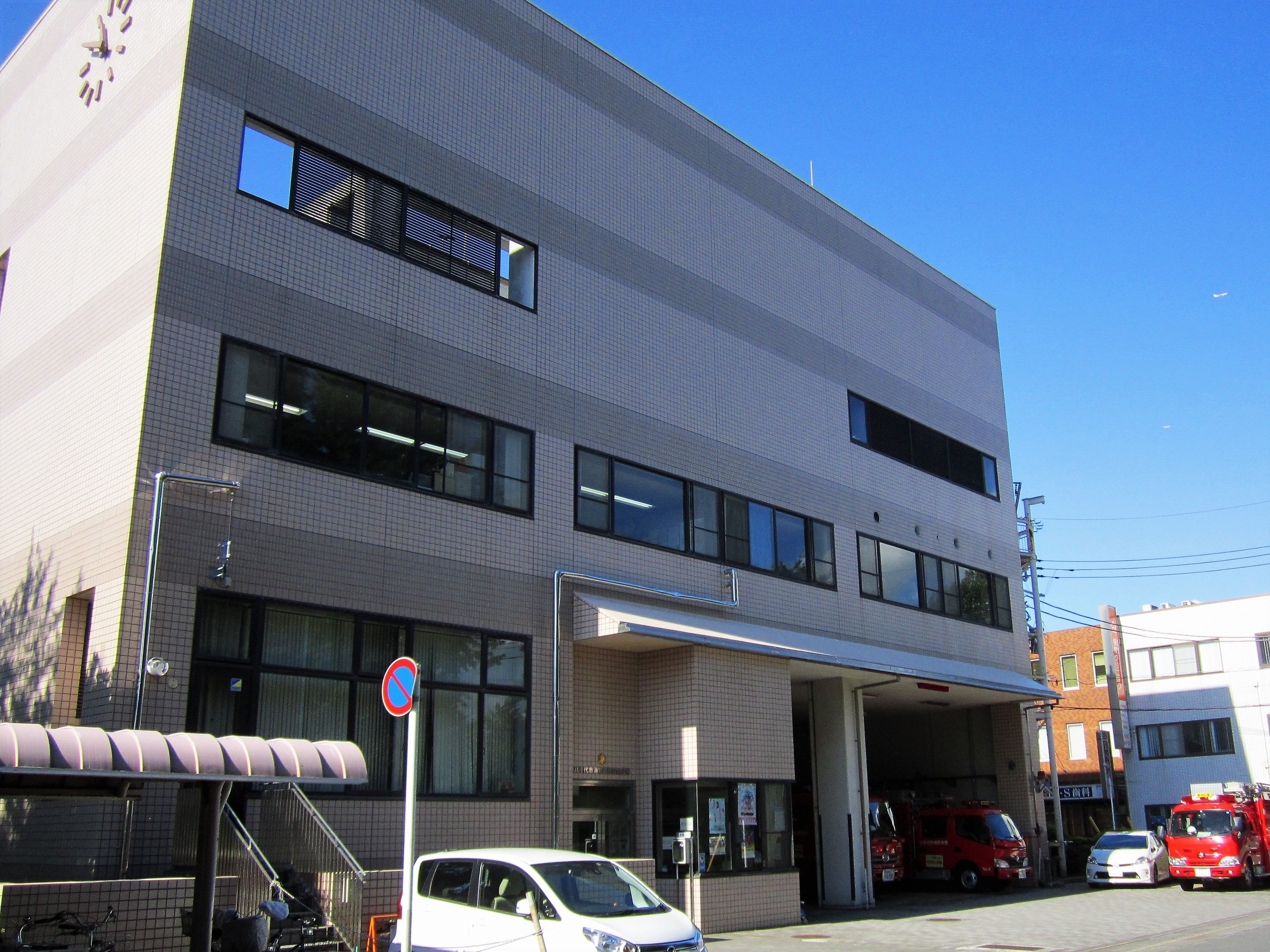
八千代市消防本部東消防署勝田台分署

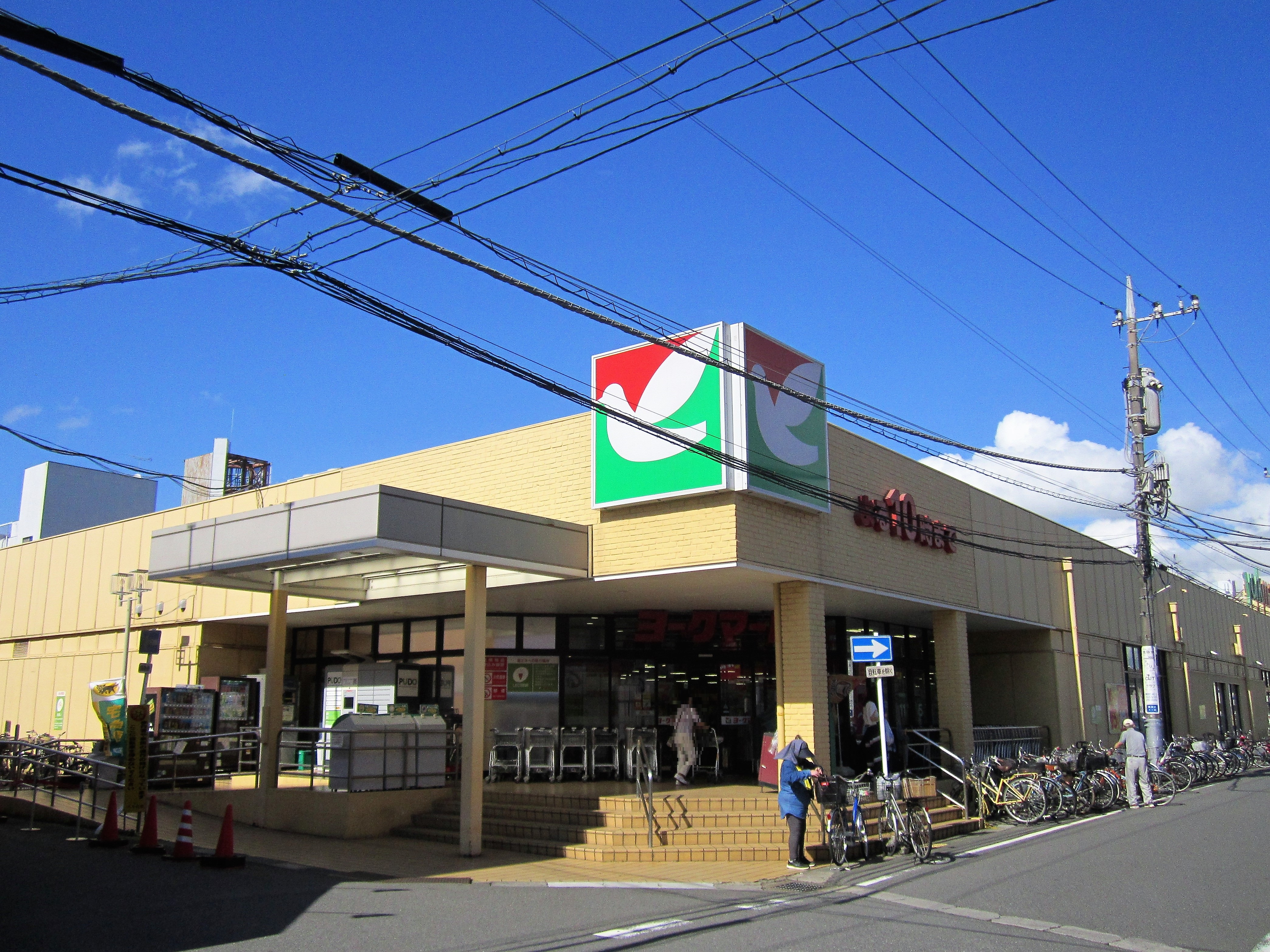
ヨークマート勝田台店（第1号店）

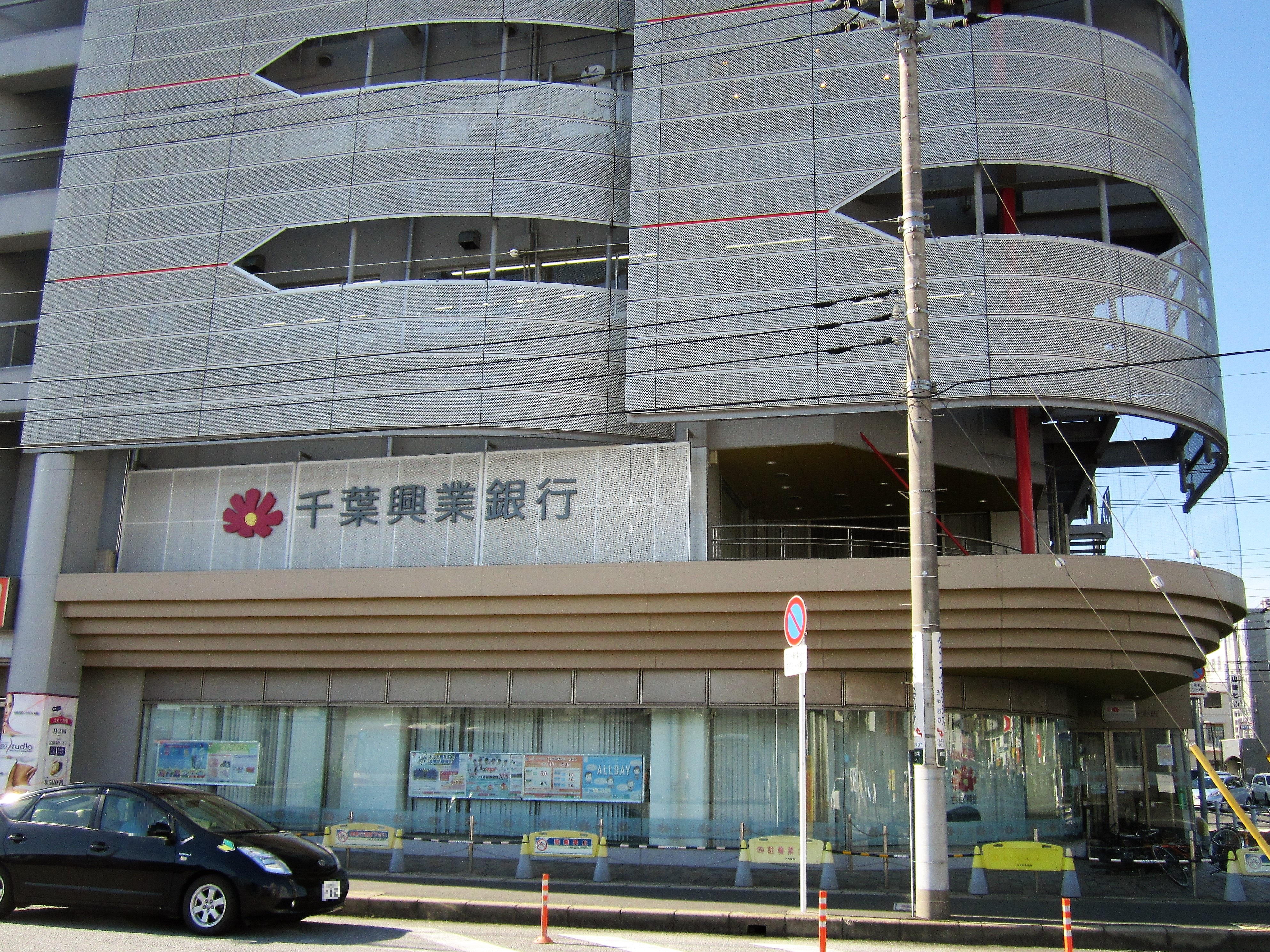
千葉興業銀行勝田台支店

- ヨークフーズ 勝田台店（ヨークマート第1号店）
- ランドロームフードマーケット 勝田台店
- マルエツ 新志津店
- マツモトキヨシ 勝田台店
- サンドラッグ 勝田台店
- ウエルシア薬局 佐倉西志津店
- TSUTAYA 勝田台店
- アイネットエージェンシー 八千代本店
- 勝田台中央公園
- 西志津スポーツ等多目的広場
- ベッセルイン 八千代勝田台駅前

A2出入口
- 千葉県立八千代高等学校
- 八千代市立勝田台中学校
- クオール薬局 勝田台店
- カルチャー堂 本社
- エヌ・ケー商事 本社
- 勝田台病院
- 勝田市民の森

A3出入口
- わせがく高等学校 勝田台学習センター
- みずほ銀行 勝田台支店（東葉勝田台駅T2出入口隣接）
  - みずほ証券 プラネットブース勝田台
- 千葉興業銀行 勝田台支店
- 三井住友銀行 東葉勝田台駅出張所
- 佐倉井野郵便局
- 生鮮&業務スーパー 勝田台店
- マツモトキヨシ 佐倉井野店
- コナカ 勝田台店
- 武蔵屋 勝田台店
- サイクルベースあさひ 勝田台店
- ホテルドエル（ビジネスホテル）

### T出入口
T1出入口
- 勝田台北口中央バス停（東洋バス）
- ヨークマート 八千代村上店
- クリエイトS・D 八千代勝田台店
- セレモ 勝田台駅ホール（入口真横）
- 黒沢池市民の森
- 黒沢台第1公園
- 村上団地
- 八千代市立村上中学校
- 八千代市立村上東小学校
- 八千代市立村上小学校
- ジョイフル本田 八千代店
- 村上緑地公園

T2出入口

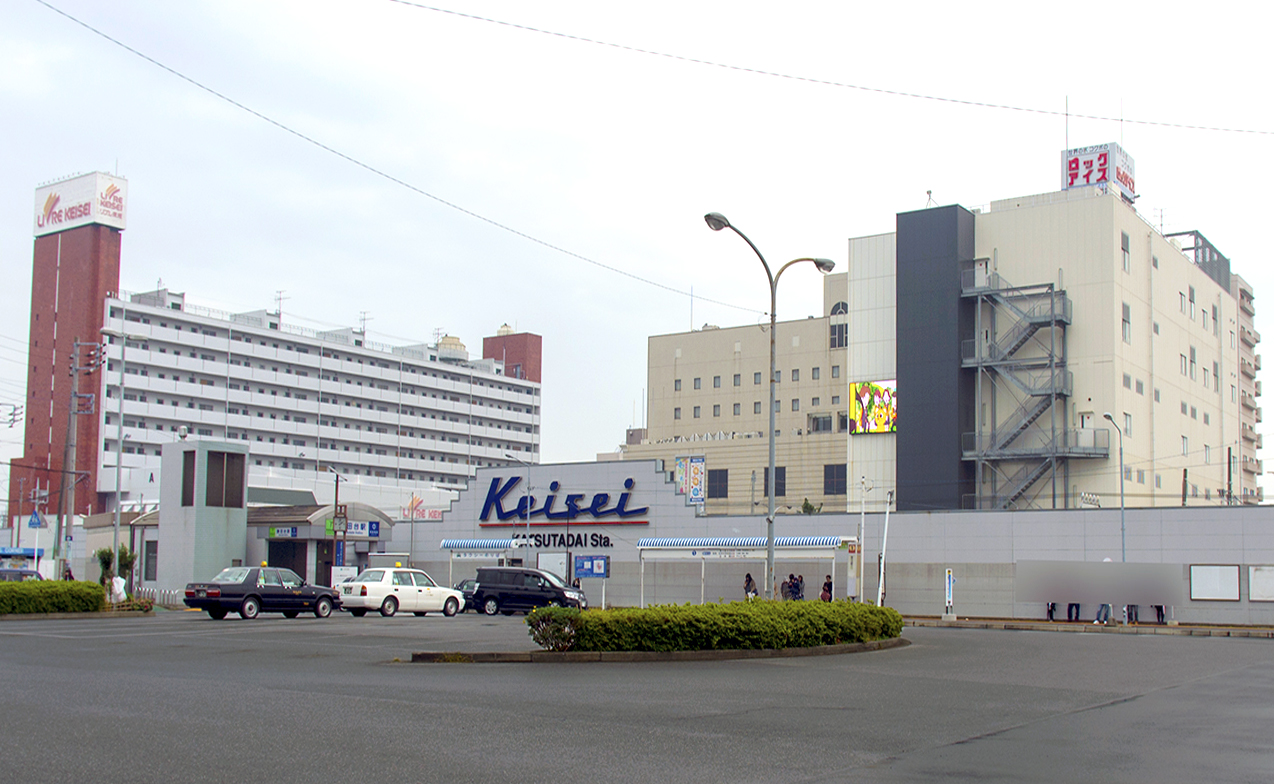
勝田台駅（北口 A3出入口）

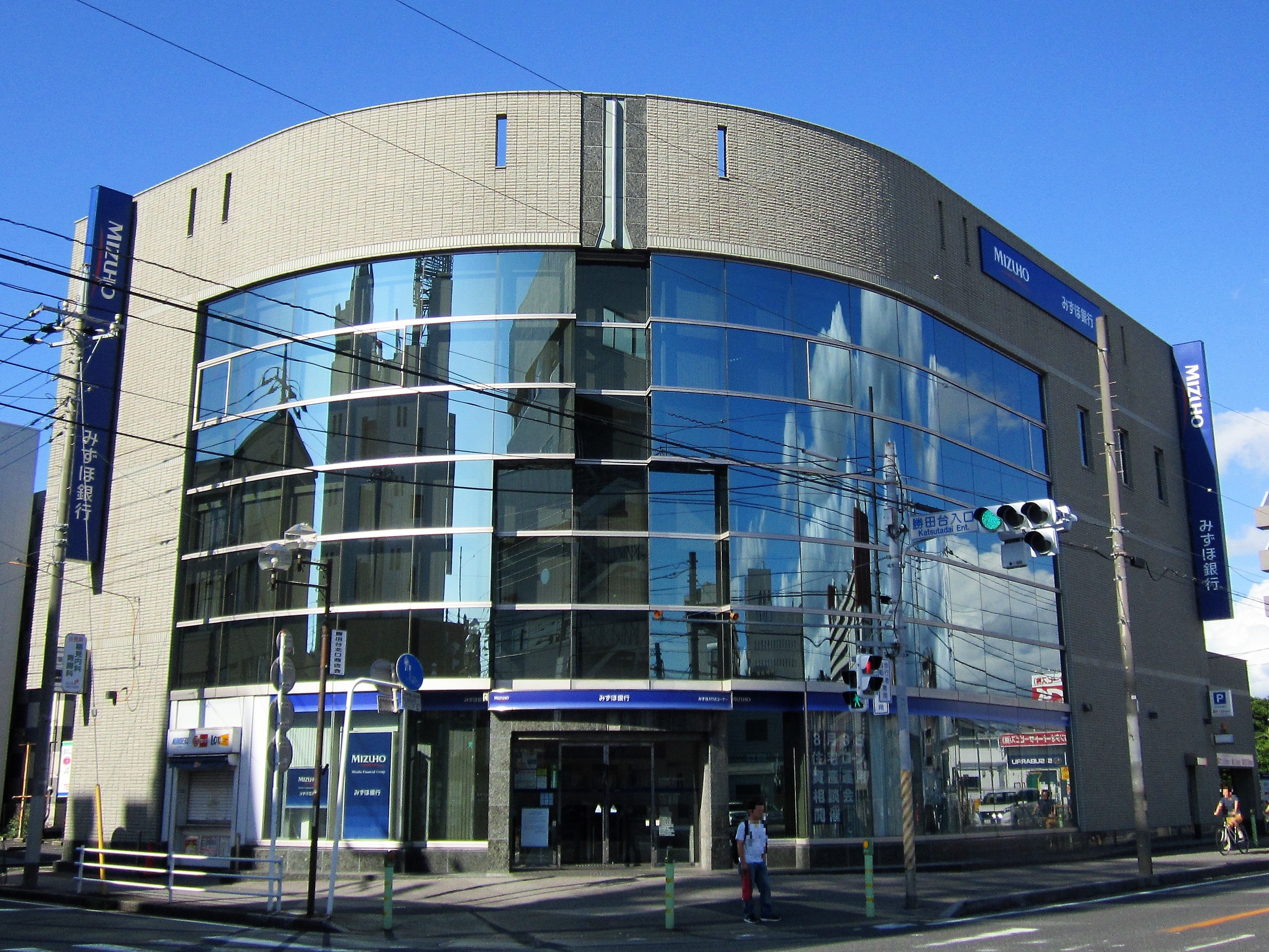
みずほ銀行勝田台支店

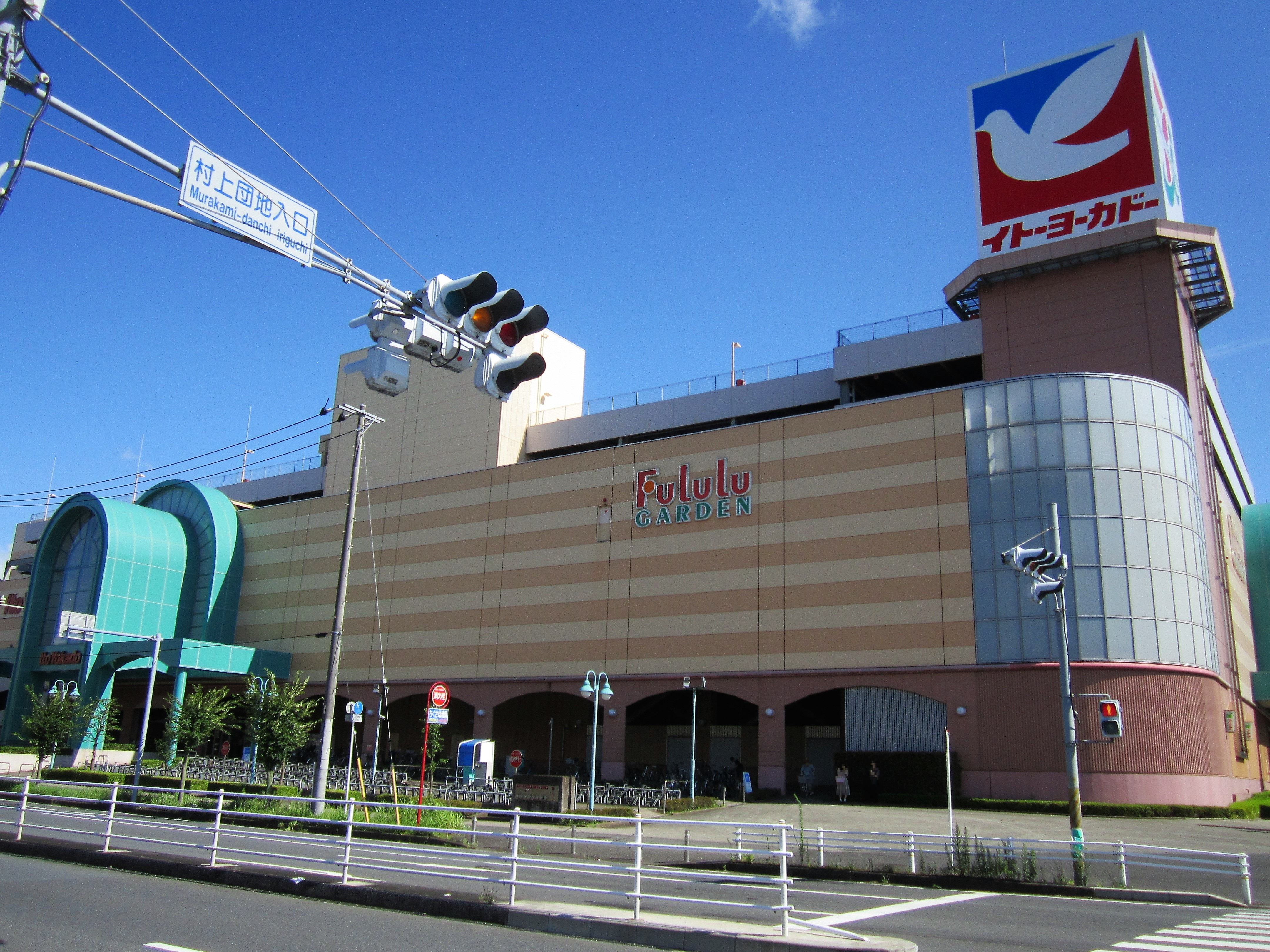
フルルガーデン八千代

みずほ銀行に隣接しているため、みずほ銀行口とも呼ばれている。南側には国道296号が走り、京成電鉄京成本線の勝田台駅（北口 A3出入口）最寄口となっている。
- みずほ銀行 勝田台支店（入口真横）
- 千葉興業銀行 勝田台支店
- 三井住友銀行 東葉勝田台駅出張所
- 佐倉井野郵便局
- 生鮮&業務スーパー 勝田台店
- マツモトキヨシ 佐倉井野店
- コナカ 勝田台店
- 武蔵屋 勝田台店
- サイクルベースあさひ 勝田台店
- ホテルドエル（ビジネスホテル）

T3出入口
深夜帯は通行不能となっている。
- 八千代市台町公会堂
- 千葉県立八千代高等学校
- 栄町公園（入口真横）
  - 栄町公園地下駐輪場
- 黒沢池近隣公園
- フルルガーデン八千代
  - イトーヨーカドー 八千代店
- ヤマダデンキ テックランド八千代店

## バス路線

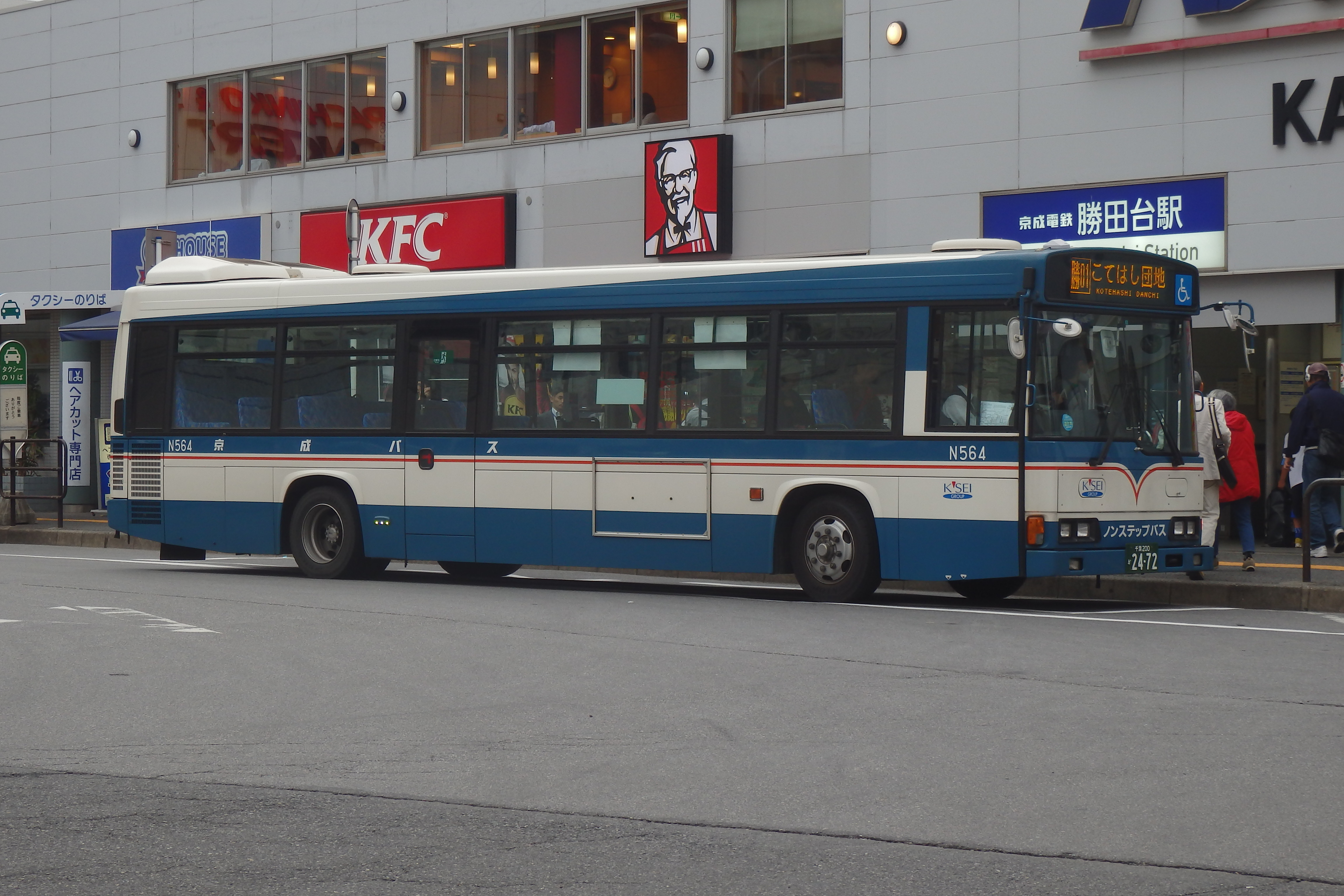
南口に停車する京成バス（2014年5月）

京成バス、京成バス千葉イースト、東洋バス、山万により運行されている。路線は駅より離れた大規模住宅、団地へ伸びており、北口、南口のバスロータリーに各方面からの乗客が集まる。なお、南口5番のりばは、ロータリーから外れているので注意を要する。
北口
| のりば    | 事業者   | 系統番号 | 行先               | 経由                                                           | 備考                             |
| --------- | -------- | -------- | ------------------ | -------------------------------------------------------------- | -------------------------------- |
| 1番のりば | 東洋バス | 21       | 村上団地・村上車庫 | 村上団地入口                                                   | 2018年12月16日より深夜バス休止中 |
| 1番のりば | 東洋バス | 62       | もえぎ野車庫       | 村上団地入口、村上団地・村上車庫                               |                                  |
| 2番のりば | 東洋バス | 23       | 村上車庫           | 上高野工業団地                                                 | 朝のみ                           |
| 2番のりば | 東洋バス | 64       | もえぎ野車庫       | 上高野工業団地・八千代ゴルフクラブ・東京成徳大学               |                                  |
| 2番のりば | 東洋バス | 66       | 阿宗橋             | 上高野工業団地・八千代ゴルフクラブ・東京成徳大学・もえぎ野車庫 | 平日1本のみ                      |
| 3番のりば | 東洋バス | 71       | 宮ノ台循環         | 大師前・京友会団地入口                                         | 2024年12月1廃止                  |
| 3番のりば | 東洋バス | 70       | 西工団             | 大師前                                                         | 2024年12月1日新設                |
| 3番のりば | 東洋バス | 74A      | 上高野循環 左回り  | 工業団地第一・ 大師前                                          | 2024年12月1日新設                |
| 3番のりば | 東洋バス | 74B      | 上高野循環 右回り  | 大師前・ 工業団地第一                                          | 2024年12月1日新設                |

南口
| のりば    | 事業者               | 系統番号     | 行先                     | 経由                                     | 備考                                            |
| --------- | -------------------- | ------------ | ------------------------ | ---------------------------------------- | ----------------------------------------------- |
| 1番のりば | 京成バス             | 勝01         | こてはし団地             | 下横戸・こてはし団地入口                 | 深夜バスは運休中                                |
| 1番のりば | 京成バス千葉イースト | 勝22         | 草野車庫                 | 下横戸・こてはし団地入口・長沼           | 勝田台駅発スポーツセンター駅行はK23系統のみ運行 |
| 2番のりば | 東洋バス             | 11           | 米本団地                 | 下市場・千葉英和高校前・八千代松陰高校前 | 2018年12月16日より深夜バス休止中                |
| 3番のりば | 京成バス千葉イースト | 勝11         | 勝田台団地循環           | 団地南                                   |                                                 |
| 4番のりば | 京成バス千葉イースト | K23          | スポーツセンター駅       | み春野南・草野車庫                       |                                                 |
| 4番のりば | 京成バス千葉イースト | K31          | み春野南・宇那谷流通団地 | 西志津小学校                             | 2015年2月16日に北口1番より移転                  |
| 4番のりば | 京成バス千葉イースト | K32(深夜)    | 四街道駅(北口)           | み春野南・宇那谷流通団地・大日中央       | 平日深夜1本のみ                                 |
| 4番のりば | 京成バス千葉イースト | K33          | みつわ台車庫             | み春野南・宇那谷流通団地                 |                                                 |
| 4番のりば | 京成バス千葉イースト | Y40          | 四街道駅(北口)           | 西志津小学校・大日中央・萱橋台           |                                                 |
| 5番のりば | 京成バス千葉イースト | (角栄団地線) | 南中野                   | 下志津小学校                             | 2021年3月1日運行開始                            |

駅入口
| のりば                                   | 事業者 | 系統番号         | 行先        | 経由                            | 備考                 |
| ---------------------------------------- | ------ | ---------------- | ----------- | ------------------------------- | -------------------- |
| 山万コミュニティバス（こあらバス）のりば | 山万   | 山万勝田台循環線 | 宮ノ台6丁目 | 西ユーカリ入口・宮ノ台5丁目中央 | 2025年3月1日運行開始 |

## 隣の駅
京成電鉄
 本線
■快速特急・■特急
八千代台駅 (KS29) - 勝田台駅 (KS31) - 京成佐倉駅 (KS35)
■通勤特急（志津方当駅から各駅に停車）
八千代台駅 (KS29) - 勝田台駅 (KS31) - 志津駅 (KS32)
■快速・■普通
京成大和田駅 (KS30) - 勝田台駅 (KS31) - 志津駅 (KS32)
東葉高速鉄道
 東葉高速線（東葉高速線内は全列車各駅に停車）
村上駅 (TR08) - 東葉勝田台駅 (TR09)